# Grand Theft Auto V
A Grand Theft Auto V (rövidítve GTA V vagy GTA 5) egy akció-kaland videójáték, mely 2013. szeptember 17-én jelent meg PlayStation 3 és Xbox 360 konzolokra.
Továbbfejlesztett változata Xbox One, PlayStation 4 platformokra 2014. november 18-án érkezett meg, míg a PC-s verzió többszöri halasztás után 2015. április 14-én jelent meg. 2020. június 11-én bejelentették, hogy 2021 második felében a játék megjelenik PlayStation 5 és Xbox Series X|S konzolokra is, de a kiadást végül 2022. március 15-re halasztották de a GTA 6 is következik.
A továbbfejlesztett változat részletgazdagabb grafikával (a PC-s verziót akár 4K-s felbontásban is játszhatjuk), FPS-móddal és más újításokkal rendelkezik. A játék színhelye a fiktív San Andreas állambeli Los Santos városa és az azt körülvevő vidék, melyek a modernkori Los Angelesen és más dél-kaliforniai területeken alapulnak. Los Santos korábbi verziója a sorozat egy korábbi részében, a Grand Theft Auto: San Andreasban is szerepelt két másik város mellett. A területe nagyobb lett mint a Red Dead Redemption, a Grand Theft Auto IV és a Grand Theft Auto: San Andreas játéktere együttvéve. A fejlesztők szerint a Grand Theft Auto V az eddigi legnagyobb nyílt világú játékuk.
A játék központjában a pénz áll, erre utal a logóban látható római ötös számjegy is, mely bankjegy stílusú megjelenést kapott. A 2011. október 25-i bejelentést követően a játék első, bemutatkozó előzetesét 2011. november 2-án mutatták be.
A játékból 2016 májusáig több, mint 65 millió darabot adtak el, amivel 7 Guinness rekordot állított fel, és ezzel a világ egyik legeladottabb játéka.

## Főszereplők és történet
A Grand Theft Auto 5-ben a korábbi részekkel ellentétben nem egy, hanem három játszható főszereplő van: Michael De Santa, (igazi nevén Michael Townley), Trevor Philips és Franklin Clinton. Őket nem csak opcionálisan, hanem kötelezően ki kell választani, főleg egyes küldetések miatt, amit a játékos csak az adott karakterrel tud végrehajtani.
Michael visszavonult, jómódban élő, profi bankrabló, aki titokban üzletet kötött Dave Norton FIB ügynökkel. Van egy felesége és két gyereke, ( Amanda De Santa, James "Jimmy" De Santa és Tracey De Santa ) akikkel nem jön ki jól, aminek a vége majdnem az lett, hogy végleg szétváltak. Ned Luke rögzítette mozgását, és adta a hangját.
Trevor volt barátja Michaelnek, vidéken él, fekete ügyletekkel foglalkozik és egy forrófejű pszichopata. 2004-ben North Yankton-ban Trevor részt vett a bankrablásban ( a játék bevezető része ), ahonnan sikerült elmenekülnie, és azt hitte, hogy Michael meghalt, de 9 évvel később a hírekben hallotta, hogy kiraboltak egy ékszerboltot Los Santosban, aminek Michael is részese volt (a biztonsági őr idézte Michael jellegzetes mondását), így elment Los Santosba, hogy megtalálhassa őt. Steven Ogg rögzítette mozgását és adta a hangját.

Franklin afroamerikai fiatalember, aki a játék eseményei előtt kisstílű bűnöző, emellett sok tapasztalata van a volán mögött. A nagynénijével él egy házban, de a későbbiekben Lester vesz neki egy nagy luxus házat, és ott éli tovább az életét a kutyájával, Choppal. Shawn Fonteno rögzítette mozgását és adta a hangját.
Az igazi kaland akkor kezdődik, mikor a három szereplő találkozik, ugyanis komoly, nagy tervezést igénylő bűncselekményekbe fognak, hogy meggazdagodjanak.
Ha a játékos teljesít egy küldetést, kap lehetőséget szabadon mászkálásra, aminek segítségével fel tudja fedezni a város ismeretlen területeit.
A játékmenet mellett rengeteg elfoglaltságot lehet találni. Például: vadászat, vérdíjak megszerzése, kikapcsolódás az ismerősökkel, jóga, offroad és jet ski versenyek, a víz alatti világ felfedezése vagy éppen a kutyával, Choppal való játék. A küldetéseken kívül ismeretleneknek teljesíthetünk szolgálatot. Ez utóbbi neve "Strangers & Freaks".
Sokszor a történet fonalát mi irányíthatjuk, akárcsak a rablások kitervelésében, de így van ez a játék végén is, amikor Devin Weston, egy gazdag, korrupt üzletember állít minket döntés elé.
Három opció lehetséges:
- A: Az opcióban az FIB kérésére Trevor haláláról kell gondoskodnunk, ami egy autósüldözéssel kezdődik, majd Trevor kocsijával belehajt egy tartályba, aminek hatására benzin folyik Trevor köré, amit egy pisztolylövéssel gyújthatunk lángra.

- B: Devin Weston utasítására Michaelt kell eltennünk láb alól. Az A végződéshez hasonlóan egy autós üldözéssel kezdődik, majd Franklin és Michael az olajfinomítónál elkezdenek verekedni egészen addig, amíg Franklin le nem löki Michaelt, de elkapja a kezét. Két lehetőség van: vagy megmentjük vagy elengedjük Michaelt. Ha megmentjük őt, akkor direkt lefejel minket, ami miatt véletlenül elengedjük őt, és lezuhan.
- C: Ez a "Deathwish" opció. Az összes esküdt ellenségünkkel leszámolunk, köztük Wei Chenggel, a Triádok vezetőjével, Harold "Stretch" Joseph-fel, a Ballasok kémjével, Steve Haines-szel, a korrupt FIB ügynökkel és végül Devin Westonnal, akit az óceánba borítunk a kocsijával együtt.

Ha az A vagy B végződést választjuk, akkor Trevor vagy Michael nem lesz játszható a három karakter közül, kivéve, ha újra megcsináljuk a küldetést és más végződést választunk.

## Járművek
A GTA V-ben számos jármű kapott helyet a BMX-től a tankig. Jet-ski, monster truck, harci helikopter, jetpack (1.44) és egyéb más nagyszerű jármű jelenik meg a játékban. A játékosok a GTA IV kis területével ellentétben ebben a részben sokkal szabadabban tudnak járművekkel repülni. A játékot tartalmilag a Rockstar Games folyamatosan bővíti, így rengeteg új jármű kerül havi szinten a GTA Online-ba.

## Többjátékos mód (GTA Online)
A multiplayer szükségességének helyzete hasonló a Max Payne 3-éhoz. Az új Rockstar Games Social Club alkalmasságát bizonyítja a Max Payne 3, s majd a GTA V-is. A GTA V játékosai saját csoportokat alkothatnak barátaikkal, vagy csatlakozhatnak egy meglévőhöz. A játékos tagja lehet egyszerre akár 5 csoportnak is, a feladatok elvégzéséért a tagok tapasztalati pontokat szerezhetnek. 2012 végén a Rockstar ezt nyilatkozta: „finomítottunk a multiplayer nyitott világán és valami igazán különlegeset kaptunk”, a legnagyobb hangsúly a GTA V fejlesztésén van, amelyet GTA Online-nak hívnak. 2013. október 3-án elérhetővé vált a GTA: Online Playstation 3 és Xbox 360 konzolon. Az Xbox One, PlayStation 4, illetve a PC-s verzión FPS módban is játszhatunk, jobb grafikával és a GTA Online-ban 30 játékossal.
2015. március 10-től elérhető a GTA Online Heists, amelynek keretében nagyszabású rablásokat hajthatunk végre San Andreas szerte (The Fleeca Job, The Prison Break, The Humane Labs Raid, Series-A Funding, The Pacific Standard Job,Cayo Perico Heist, The Doomsday Heist).
2015. december 15-től elérhető az úgynevezett Executives and Other Criminals nevű DLC (kizárólag Xbox One-ra, PlayStation 4-re és PC-re), ahol már saját bűnszervezeteket építhetünk fel, vehetünk luxusjachtokat, vagy különféle erősen páncélozott, illetve felfegyverkezett limuzinokat és SUV-ket.
A GTA: Online számos olyan dolgot is tartalmaz, amit az egyszemélyes mód nem. Pl. kaszinó, egyéb fegyver (atomizer, balta, gránátvető pisztoly), meg más járművet.

## Letölthető tartalom
2012. október 30-án a Take-Two vezérigazgatója, Strauss Zelnick azt nyilatkozta, hogy a Rockstar egy „csomó érdekes dolgot” tervezett bele a GTA V letölthető tartalmaiba, amit „túl korai” lenne nyilvánosság elé tárni.

## Botrány
2012 decemberében Joe Manchin amerikai szenátor a Sandy Hook-i mészárlás miatt az erőszakos videójátékok (különösen kiemelte a Rockstar Grand Theft Auto sorozatát, és a soron következő ötödik részt) eladásainak betiltását emelte ki.
2013-ban Lindsay Lohan saját magát látta a betöltő képen lévő lányban. Ebből 2 hónapos pereskedés lett, amiből a Rockstar Games került ki győztesen.

## Fordítás
- Ez a szócikk részben vagy egészben a  Grand Theft Auto V című angol Wikipédia-szócikk ezen változatának fordításán alapul.  Az eredeti cikk szerkesztőit annak laptörténete sorolja fel. Ez a jelzés csupán a megfogalmazás eredetét és a szerzői jogokat jelzi, nem szolgál a cikkben szereplő információk forrásmegjelöléseként.